# Jan Domarski
Jan Andrzej Domarski (* 28. Oktober 1946 in Rzeszów, Polen) ist ein ehemaliger polnischer Fußballspieler.
Der Stürmer Jan Domarski spielte gemeinsam mit Grzegorz Lato und Henryk Kasperczak beim polnischen Provinzverein FKS Stal Mielec. Diese drei Spieler hatten maßgeblichen Anteil daran, dass dieser Club in den Mittelpunkt des polnischen Fußballs in den 1970er Jahren rückten. Domarski wurde mit Mielec 1973 und 1976 zweimal polnischer Meister. In der polnischen Nationalmannschaft stand Domarski meist im Schatten von Mittelstürmer Andrzej Szarmach, jedoch hatte er einen unvergesslichen Moment in der Geschichte des polnischen Fußballs: Am 17. Oktober 1973 erzielte er in der 57. Minute das Tor von Wembley, das für Polen die Qualifikation für die Fußball-Weltmeisterschaft 1974 in Deutschland gegen den übermächtigen Gegner England bedeutete. Das Spiel endete 1:1. Bei der WM selbst kam Domarski nur dreimal zum Einsatz, u. a. in der legendären Wasserschlacht von Frankfurt gegen Deutschland. Er brachte es insgesamt auf 17 Länderspiele und schoss dabei zwei Tore.
Sein Sohn Rafał Domarski war ebenfalls Fußballprofi in Polen. Er spielte bei Stal Rzeszów, Stal Mielec und Hutnik Krakau und brachte es auf 69 Spiele und 12 Tore in der Ekstraklasa (der höchsten polnischen Spielklasse).

## Erfolge
- Polnischer Meister (1973, 1976)
- WM-Dritter (1974)